# The Black Album (альбом Jay-Z)
The Black Album — восьмий студійний альбом американського репера Jay-Z, випущений 14 листопада 2003 року на Roc-A-Fella Records і Def Jam Recordings. Це мав бути останній альбом Jay-Z перед виходом на пенсію, але згодом Jay-Z випустив наступний альбом у 2006 році. Продюсерами альбому стали Just Blaze, Kanye West, The Neptunes, Eminem, DJ Quik, Timbaland, 9th Wonder і Рік Рубін. В альбомі також взяв участь Фаррелл Вільямс.
Сингли з альбому: «99 Problems», «Change Clothes» і «Dirt off Your Shoulder» були дуже успішними. Альбом отримав широке визнання музичних критиків і мав величезний комерційний успіх. Він дебютував під номером один у Billboard 200, продавши 463 000 копій за перший тиждень. Він став найбільш продаваним альбомом Jay-Z у 2000-х, а в 2005 році отримав тричі платиновий статус.

## Список композицій
| #   | Назва                                          | Автор | Продюсер(и)              | Тривалість |
| --- | ---------------------------------------------- | --- | ------------------------ | ---------- |
| 1.  | «Interlude»                                    | | Just Blaze               | 1:21       |
| 2.  | «December 4th»                                 | Shawn Carter Justin Smith Walter Boyd Elijah Powell                                                                              | Just Blaze               | 4:33       |
| 3.  | «What More Can I Say»                          | Carter Andre Gonzalez Simon Johnson Thom Bell Kenneth Gamble Roland Chambers                                                     | The Buchanans            | 4:55       |
| 4.  | «Encore»                                       | Carter Kanye West Paul McCartney                                                                                                 | Kanye West               | 4:10       |
| 5.  | «Change Clothes» (за участю Фаррелла Вільямса) | Carter Pharrell Williams Chad Hugo                                                                                               | The Neptunes             | 4:18       |
| 6.  | «Dirt off Your Shoulder»                       | Carter Timothy Mosley | Timbaland                | 4:05       |
| 7.  | «Threat»                                       | Carter Patrick Douthit Robert Kelly                                                                                              | 9th Wonder Jay-Z         | 4:06       |
| 8.  | «Moment of Clarity»                            | Carter Marshall Mathers Luis Resto Steve King                                                                                    | Eminem Luis Resto [a]    | 4:24       |
| 9.  | «99 Problems»                                  | Carter Rick Rubin Norman Landsberg Felix Pappalardi John Ventura Leslie Weinstein William Squier Tracy Marrow Alphonso Henderson | Rick Rubin               | 3:54       |
| 10. | «Public Service Announcement (Interlude)»      | Carter Smith Raymond Levin | Just Blaze               | 2:53       |
| 11. | «Justify My Thug»                              | Carter David Blake Darryl McDaniels Joseph Simmons Larry Smith Ingrid Chavez Lenny Kravitz Madonna Ciccone                       | DJ Quik                  | 4:04       |
| 12. | «Lucifer»                                      | Carter West Hugh Perry Armend Cobi Maxie Smith                                                                                   | Kanye West               | 3:12       |
| 13. | «Allure»                                       | Carter Williams Hugo | The Neptunes             | 4:52       |
| 14. | «My 1st Song»                                  | Carter Nicholas McCarrell Germain de La Fuente                                                                                   | Aqua Joe "3H" Weinberger | 4:45       |

## Чарти

### Щотижневі чарти
| Чарт (2003)                                  | Найвища позиція |
| -------------------------------------------- | --------------- |
| Бельгія Belgian Albums (Ultratop Flanders)   | 97              |
| Canadian R&B Albums (Nielsen SoundScan)      | 2               |
| Нідерланди Dutch Albums (MegaCharts)         | 66              |
| Франція French Albums (SNEP)                 | 66              |
| Німеччина German Albums (Offizielle Top 100) | 47              |
| Норвегія Norwegian Albums (VG-lista)         | 18              |
| Швеція Swedish Albums (Sverigetopplistan)    | 41              |
| Швейцарія Swiss Albums (Schweizer Hitparade) | 29              |
| Велика Британія UK Albums (OCC)              | 34              |
| Велика Британія UK R&B Albums (OCC)          | 2               |
| США Billboard 200                            | 1               |
| США Top R&B/Hip-Hop Albums (Billboard)       | 1               |
| США Top Rap Albums (Billboard)               | 1               |

### Річні чарти
| Чарт (2003)                           | Позиція |
| ------------------------------------- | ------- |
| US Billboard 200                      | 145     |
| US Top R&B/Hip-Hop Albums (Billboard) | 52      |
| Worldwide Albums (IFPI)               | 42      |

## Сертифікації
| Регіон                                             | Сертифікація  | Продажі    |
| -------------------------------------------------- | ------------- | ---------- |
| Канада (Music Canada)                              | Платиновий    | 100 000^   |
| Велика Британія (BPI)                              | Платиновий    | 300 000^   |
| США (RIAA)                                         | 3× Платиновий | 3 000 000^ |
| ^відвантаження, що базуються лише на сертифікаціях |               |            |